# 粮食安全

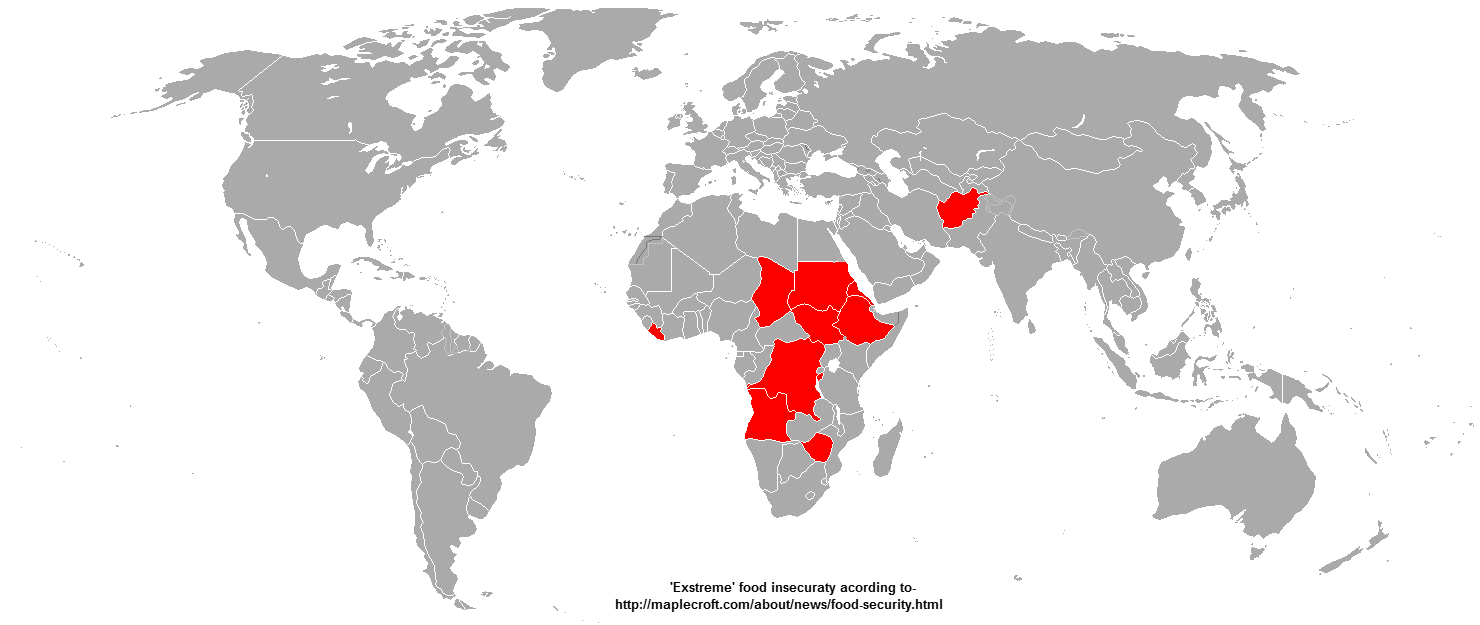
2010年全球粮食嚴重不安全地區

糧食安全指的是能夠穩定地讓所有人取得足夠食物的狀態。聯合國政府間氣候變化專業委員會曾於2014年3月31日在日本橫濱召開會議時發表了一份報告，報告中指出：「氣候變遷正衝擊糧食與人類安全。」世界銀行總裁金墉也在4月表示，接下來5至10年間，氣候變遷將引起食物和水的爭奪戰。在過去的戰爭中，拒絕運送糧食被用作一種武器，例如第一次世界大戰的同盟國封鎖運送途徑而導致糧食嚴重短缺。同樣，在兩次世界大戰中，德國為迫使英國就範，出動潛艇以封鎖英國從外地輸入糧食。國家元首努力控制他們的國家能維持足夠的糧食供應，糧食安全是一個重要的政治問題，它可以推動國家政策、鼓勵使用農業補貼的刺激耕作或導致衝突。1996年世界糧食安全首腦會議宣布“糧食不應該被用來作為一種武器”。

## 定義

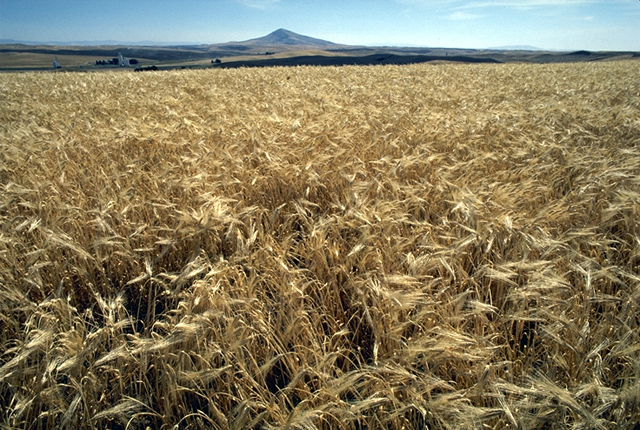
大麥為家畜的主要粮食

1974年，世界糧食會議把糧食安全定義為：「可在任何時間提供充足的基本食品世界糧食供應，以維持一個穩定增長的糧食消耗，以抵消生產和價格帶來的波動。」
1996年，世界糧食安全首腦會議（World Food Summit）也定義糧食安全（food security）為：「任何人在任何時候均能實質且有效的獲得充分、安全且營養之糧食，以迎合其飲食及糧食偏好的活力健康生活。」
2007年，羅馬有機農業和糧食安全國際會議（International Conference on Organic Agriculture and Food Security）將糧食安全的多方面含義包括充足的糧食供應、獲得、其穩定性及利用，被定義為：
1. 糧食供應：通過國內生產或進口，可得到充足的優質糧食。
2. 獲得糧食的機會：係指每個人為得到營養的膳食而獲得充足資源的機會（權利）。這些權利被定義為根據各自所在社區的法律、政治、經濟和社會安排，每個人所擁有的支配全部商品組合的權利（包括諸如獲得共有資源等傳統權利）。
3. 糧食穩定性：要實現糧食安全，一個民族、一個家庭或個人必須在任何時候都能獲得適當的糧食。遇有突發事件（例如一場經濟或氣候危機）或週期性的事件發生（例如季節性的糧食不穩定），他們不應冒有喪失獲得糧食的危險。因此，穩定性的概念指的是糧食安全中的供應和獲取兩個方面。
4. 糧食的利用：通過合理的膳食、清潔飲用水、衛生和保健利用糧食，達到滿足生理健康所需的營養平衡狀況。這樣揭示了非糧食投入對糧食安全的重要性。

## 測量
2013年3月13日，糧農組織在幾個試點國家對一種新開發的方法進行實地測試。這個新的測量方法被稱為“ 飢餓者之聲 ”並在四個國家進行測試，分別為安哥拉、埃塞俄比亞、馬拉維和尼日爾。該計劃準備將調查範圍擴大到蓋洛普世界民意調查所涵蓋的150個國家的超過16萬受訪者，每年公佈各個國家的最新調查結果。該項目將持續五年並最終形成一個新的並經糧農組織確認的糧食安全監測標準，而它也易於被其他家庭調查所採納。
“飢餓者之聲”項目將按照國家的大小，選出1000－5000位具有國家代表性的人來回答8個問題，旨在揭示受訪者在過去12個月中是否和如何經歷糧食不安全。這些問題是：
在過去的12 個月中，是否由於缺錢或缺少其他資源而擔心：
1. 你擔心會斷糧？
2. 你吃不到健康和有營養的食物？
3. 你吃的食物種類很少？
4. 你不得不少吃一餐？
5. 你吃的比你認為正常的飯量要少？
6. 你家曾斷糧？
7. 你肚子雖餓但沒吃東西？
8. 你一整天沒有吃東西？

根據聯合國糧農組織於2015年的統計目前世界上約有8000萬人有糧食安全的問題。

## 影響因素

### 人口因素

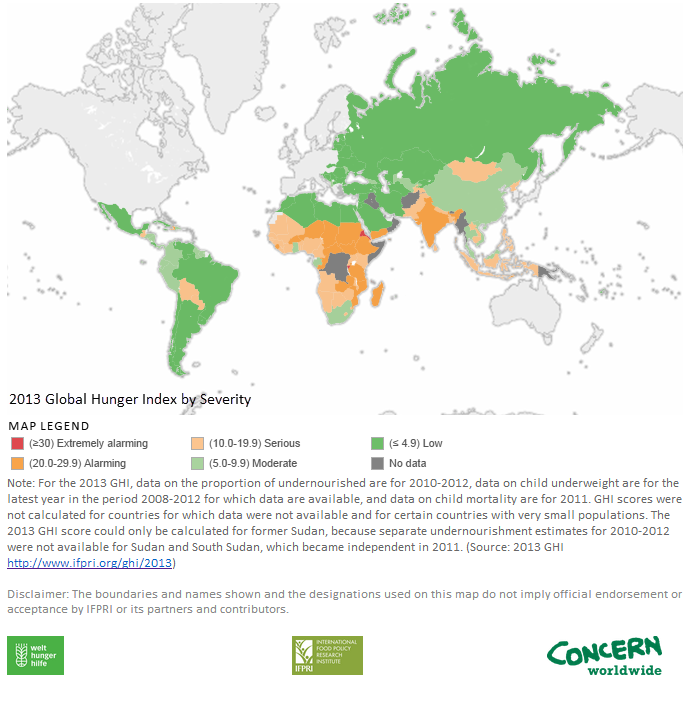
2013年全球飢餓指數地圖，依嚴重程度劃分。

目前全球人口每年增加7千7百萬人，到了2050年全球將有90億人口。在這種快速的增長下，有8億5千萬人嚴重飢餓（約佔總人口12%），另外將有10億人營養不良。聯合國糧農組織在2011年11月28日發表的名為《世界糧食和農業領域土地及水資源狀況》的報告指出,若要避免飢餓帶來嚴重的社會代價，到2050年之前，必須在目前基礎上提高70％才能滿足全人類需求。

### 偶然性因素
粮食安全可能是偶然的、突發的,例如全球金融危機的爆發和蔓延及戰爭突然的爆發，可能會對世界糧食安全的投入、市場交易乃至未來走向都已經產生了明顯的負面影響，而且這種影響有可能具有長期性和深入性。

### 氣候因素
雨量偏少會影響糧食安全，因此在旱災或水資源的分配未能配合需求而產生的水荒及食水不足時就有可能會進行限水。聯合國政策報告於2015年1月20日指出，氣候變遷威脅全球糧食的基因多樣性，保護受威脅作物和動物對於確保收成和適應極端氣候至關重要。FAO副總幹事Maria Helena Semedo說，「預防農業基因資源進一步喪失、投入更多研究心力深入瞭解其潛力，將能增進人類適應氣候變遷的能力。」
當溫度變高、氣候更多變，食用動植物需要更快速的生物適應能力。據有關數據統計，從現在到2050年，在不發達國家，尤其是非洲僅僅是由於氣候變化，平均谷物單產可能下降20%。 極端氣候的變化對未來產量、食品供給和營養健康都會帶來重要影響。

### 空氣因素
空氣污染會導致粮食减产和食品質量下降。臭氧層被破壞，會影響溫室氣體的排放，空氣也會受到汙染，漸漸的就會讓粮食不安全。因此，工廠、汽車及其它會使空氣污染的物品皆會影響到粮食的安全。

### 經濟因素
全球糧食「不患寡而患不均」（全球飢餓人口中，超過98%居住在開發中國家）這顯示GDP越缺低的地區飢餓人口就越多。而且,世界上大部分的營養不良都是營養不足造成，由於貧困與相對高昂的食物價格，導致無法攝入足夠的食物。

## 兒童和糧食安全
在飢餓人口中，兒童的營養不良廣泛存在，如果兒童在未滿兩歲以前營養不良，將對其智力發展、體格發展造成終身的負面影響，即便是兩歲以后進行營養補充，效果也是微乎其微的。全球有1.65億五歲以下的兒童發育遲緩，而中國就有830萬這樣的兒童。非洲兒童營養不良的比重最高，南亞其次，但從總量來看，南亞更多，因為人口比重大。
聯合國 2011 年 7 月 20 日正式宣布，索馬利亞南部二個產糧區已面臨 20 年來最嚴重的飢荒狀態，約 370 萬人陷入糧食危機，其中 280 萬人處於飢荒狀態，非洲平均每天有 6 人因缺糧瀕死，逾半數兒童急性營養不良，在此之際非洲東北部區域又遭逢60 年來最嚴重的乾旱。

## 營養不良

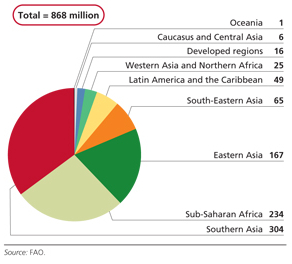
2012年全球營養不良人數 來源: 糧農組織.

營養不良是一個描述健康狀況的用語，是指由不平衡飲食所造成的營養素缺乏、過剩、或比例失調。世界上大部分的營養不良都是營養不足和飢餓所造成，由於貧困與相對高昂的食物價格，導致無法攝入足夠的食物。除此之外缺乏母乳餵養也可能會造成嬰兒營養不足，而部分感染疾病如腸胃炎、肺炎、瘧疾與痲疹，會造成人體熱量需求上升，也可能引起營養不足。
消除營養不良就是要確保人們能夠保質保量獲得食品，享受應有的醫療保健，並生活在一個健康的環境中。世界糧食計劃署通過防治結合的方法抗擊營養不良：一方面，向營養不良人群提供食品和營養素；另一方面，加強營養不良的預防。

## 事件

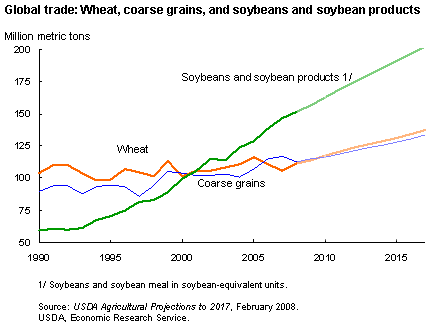
2008小麥黃及豆價格走勢

### 2007-08年全球糧食價格危機
2007－08年全球糧食價格危機是指2007年至2008年期間全球糧食價格上升。
國際市場上的糧食產品價格在進入2008年之後快速拉升，主要糧食品種稻米價格創19年來新高，其中大豆價格達到34年最高，玉米價格達到11年來最高，小麥價格創28年來歷史新高，整個農作物產品的價格漲幅達到三十年來最高點。
2008年3月，世界糧食計劃署執行幹事希蘭說，自2007年6月以來，穀物價格上漲近40%，全球食品儲備僅夠53天應急供應。4月，國際貨幣基金（IMF）總裁斯特勞斯卡恩更是嚴厲警告：倘若糧食持續短缺，可能引發國際戰爭；世界銀行總裁佐立克（Robert Zoellick）也呼籲富國出手，緊急協助窮國取得糧食，避免大規模飢荒發生。

## 亞洲糧食安全問題

### 中國大陸粮食安全
| 年         | 2013    | 2014    | 2015    | 2016    | 2017   | 2018   | 2019   | 2020   |
| 糧食生產   | 60635   | 61338   | 61954   | 62862   | 61546  | 62435  | 62515  | 63399  |
| 糧食消費   | 63414   | 64769   | 66153   | 68565   | 71006  | 71877  | 72678  | 73411  |
| 糧食自給率 | 96%     | 94.7%   | 94%     | 91%     | 86.6%  | 86.8%  | 86%    | 86.3%  |
| 穀物生產   | 54137   | 54696   | 55108   | 55904   | 56084  | 56942  | 57730  | 58103  |
| 穀物消費   | 53128   | 53890   | 54663   | 55447   | 56242  | 57048  | 57867  | 58696  |
| 穀物自給率 | 101.90% | 101.50% | 100.81% | 100.82% | 99.72% | 99.81% | 99.76% | 98.99% |

- 进口汇率

人民幣兌美元匯率下行可能會引發中國大陸糧食產品價格的爬升。因為作為世界上第一大糧食凈進口國，中國來自美國的糧食進口規模近年一直在持續飆漲。目前中国從美國每年進口至少相當250億美元價值的食品，根據來自美國農業部（USDA）的預測，未來這些需求會越來越升級，顯然如果人民幣相對美元匯率的走軟將會推高這些美国進口糧食的價格。同时，中国从拉丁美洲进口大豆等农作物却从巴西雷亚尔贬值中收益。大宗商品出口国如巴西等国汇率随中国需求涨落，一旦中国经济转冷，这些国家货币贬值力度更甚人民币，故而对冲了人民币兑美元贬值对中国物价的影响。
- 需求增长

《金融時報》報道，中國人对于食品改善的要求超過了其本身糧食供應的能力，而且中國現在肉類食用量越來越大，因此中國必須要想出其它的方法（如进口粮食，英国的改良猪）來解決食品消费猛增的問題。
- 耕地减少

因为工业化、城镇化加速，中国耕地持续减少，从1996年到2012年减少了近1.3亿亩，而水资源不合理使用使情况趋于恶化，或被迫推行永久基本农田等严格的土地用途管制政策。
- 损耗巨大

存储失火、霉变，流通搬运、抛洒等，仅生产后环节，每年损耗粮食超过700亿斤，接近一年总产量的6%，相当于中国吉林省一年的糧食产量，成为影响粮食安全的重要因素。

### 臺灣糧食安全
- 生產量

行政院農糧署發布的糧食供需年報指出：2014年以熱量計算之糧食自給率為34.13%，較2013年增加了1.2%。而日本 41%、韓國 45%、英國 70%，美國、加拿大、澳洲、法國的糧食自給率皆超過 100%，相較其他先進國家臺灣糧食自給率處於「絕對低的狀態」。台灣過去最高有20萬公頃的農地在休耕，到2013年雖然休耕農地面積已經降到11萬公頃左右，但多數是在政府以活化農地的政策下，用來種植花卉或地方特產，而不是糧食作物，使得台灣糧食自給率逐年下滑。
- 依賴進口

早期台灣農業扮演經濟重要推手，且糧食多半自給自足，現在，農業部門在整體經濟的重要性已大為降低，糧食亦多依賴進口。這主要歸因於從農業到工商業的社會型態與經濟結構轉型，以及自由貿易的衝擊。
- 糧食安全準備

台大農經系系主任吳榮杰這麼說:「不會有人認為糧食安全沒問題，在緊急的時候，每個國家都需要面對這個問題。」但他也提醒，糧食安全問題比表面看來的要複雜得多。他指出，不論糧食100%由自己生產或是100%進口，只要供應順暢，從糧食安全的角度來說都沒有根本的差異，差別僅是自己生產由自己控制，而進口糧食比較便宜卻受控於人。

### 日本糧食安全

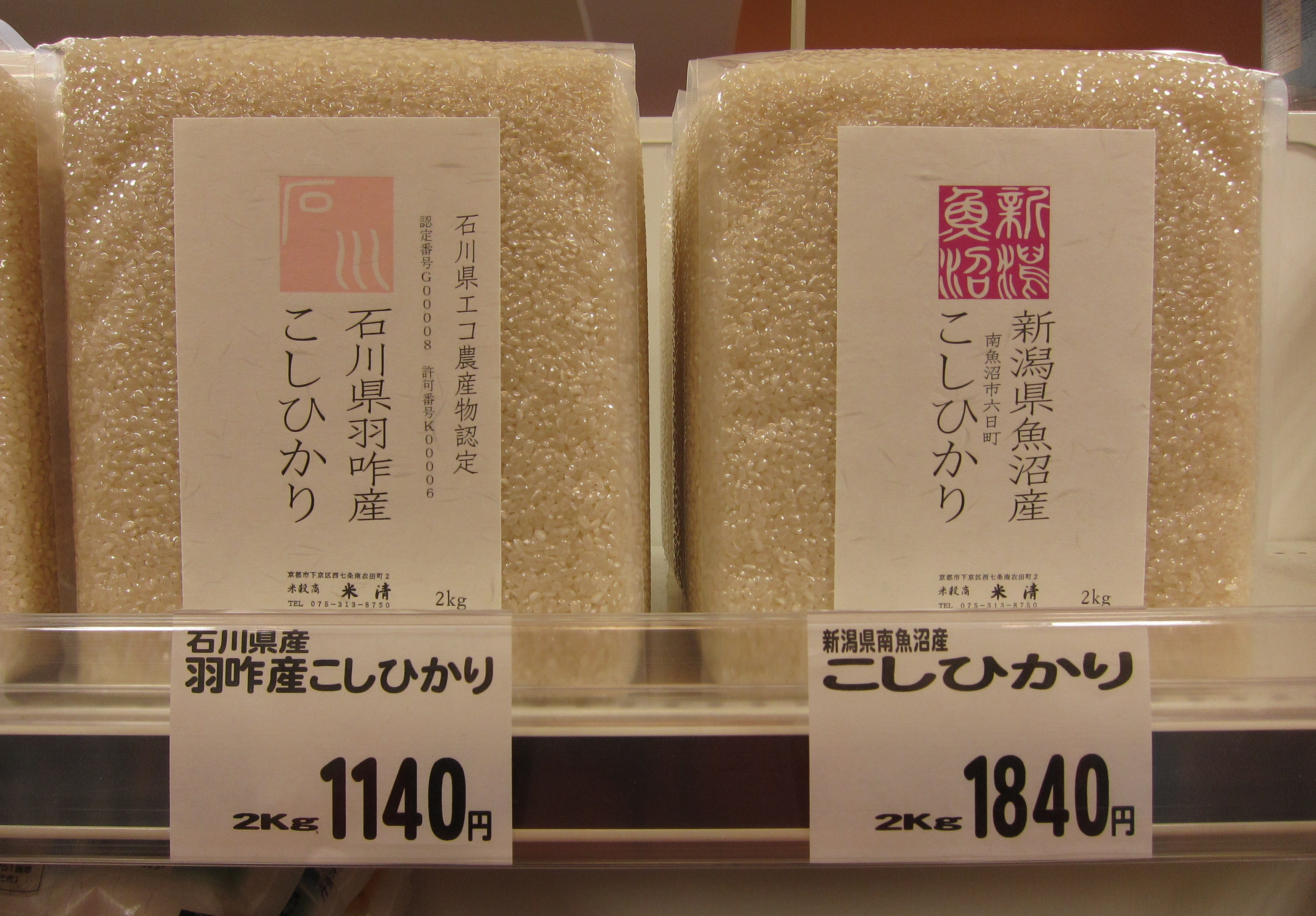
日本米在國際貿易中沒有價格競爭力，但依賴補貼扶植了農民存續確保安全。

日本狹長島嶼領土中山地面積廣大，可耕地狹小，日本於1961年制定戰後「農業基本法」將農業擴大為「糧食、農業及農村」三大面向， 1999年7月修定為「糧食．農業．農村基本法」，內容包含明訂糧食自給率目標。透過農業補貼極大優先確保稻米類主食的自給自足，其餘再依賴進口。根據農水省於2008 年 12 月及 2009 年 11 月公布的「強化糧食自給率暨提升糧食自給率為 50% 」及「糧食自給率目標檢討方向」提出之規劃可以看出其目標。訂出10年內擴充水田二期作轉作小麥之產量由 91 萬公噸增加至 180 萬公噸，大豆產量由 23 萬公噸增加至 50 萬公噸，將糧食總自給率提高1.4%左右，直接農戶補貼經費編約每年 5 千餘億日元，參加稻米生產數量目標之農家，無論是否達成「生產量之標準」只要有從事生產且有販售行為的農家皆可成為受補助對象。
自民黨2009年後提出兩大方向
- 面對全球日益嚴重的糧食危機，包括第三世界的饑荒及引發的政治動亂，若干國家實施禁止糧食出口政策，凸顯提升糧食自給率之重要性。
- 為提升糧食自給率，必須充分地利用水田，而且水田具有防洪、水源涵養及生物的多樣性等多元功能。由於日本對稻米的需求量逐年減少，須增加稻米以外糧食之生產並維持水田農業經營的安定化。

具體執行方面有三重點
- 大量增加二期作小麥、大麥。
- 提高小麥、大麥、大豆單位面積產量。
- 使飼料及米粉用米能夠紮根於休耕水田。

| 類別/年  | 1965 | 2005 | 2007 | 2008 | 2010   | 2015(目標) |
| -------- | ---- | ---- | ---- | ---- | ------ | ---------- |
| 稻米     | 100% | 95%  | 94%  | 96 % | 96%    | 96%        |
| 水果     | 86%  | 37%  | 40 % | 37%  | 51%    | 46%        |
| 蔬菜     | 100% | 76 % | 81%  | 79%  | 87%    | 88%        |
| 魚介類   | 110% | 57%  | 53%  | 62%  | 77%    | 69%        |
| 油脂     | 33%  | 3%   | 13 % | 13 % | 未公開 | 未公開     |
| 畜產品   | 90%  | 57 % | 56 % | 56%  | 61%    | 62%        |
| 主食穀物 | 80%  | 65%  | 60 % | 61 % | 未公開 | 未公開     |
| 飼料     | 55%  | 26%  | 25%  | 25%  | 未公開 | 未公開     |
| 總體熱量 | 73%  | 40 % | 40 % | 41%  | 45%    | 45%        |
| 總體產值 | 86%  | 74 % | 66%  | 65%  |        |            |

### 東南亞糧食安全
糧食價格之極端變動將對 發展中國家造成較大衝擊，更將破壞糧食貿易信心（confidence in trade）。以2008年糧食危機為例，2008 年糧食價格飆漲，印度、越南及泰國等稻米輸出國限制稻米出口，使稻米輸入國菲律賓因此受到衝擊，並使東協各國承諾在稻米生產上致力於達到自給自足，卻也導致各國必須花費更多成本，使稻米貿易低落與高成本稻米自足計畫間形成了惡性循環。

## 美洲糧食安全問題
中美洲農牧委員會（CAC）執行長卡德隆（Julio Calderon）強調中美洲糧食安全、糧食增產及品質提升助益甚大，是中美洲目前迫切需要的計畫。

## 大洋洲糧食安全問題
帛琉大使歐克芮爾表示，帛琉以芋頭和魚類為主食，但由於海平面逐年上升，芋頭田均遭淹沒或因液化轉為濕地，可耕地大量減少，危及糧食安全，帛琉雖嘗試進行濕地種植，但缺乏技術，需要如台灣、紐西蘭等先進大型島國的協助。

## 非洲糧食安全問題
資料顯示，非洲50多個國家中，有40多個國家糧食不足，特別是撒哈拉沙漠以南有近30個國家人均食品供應量低于最低需要量，其中馬拉維、津巴布韋、莫桑比克等國至少有1200萬人嚴重缺糧。雖然糧食價格上漲已經成為全球所有國家的一個普遍現象，且糧價對各國經濟都產生了不同程度的影響。但是，與其他國家和地區相比，非洲地區糧食危機存在惡化趨勢。一方面，由于全球變暖造成厄爾尼諾現象不斷加強導致非洲糧食供應受到威脅。在非洲，厄爾尼諾現象每4年－7年出現一次，其對當地最主要的糧食作物──玉米產量影響最大。統計表明，在多個非洲國家，發生厄爾尼諾事件的年份，玉米產量均會出現下降，而在南部非洲，強厄爾尼諾事件發生的年份，農作物的產量甚至下降20％－50％。

### 人口過多
非洲乾燥氣候區面積廣大，在環境負載力不高的情形下，所能贍養的人口有限，但是非洲人口成長率卻高居世界之冠。1960年代，當全球人口出生率正在下降之際，非洲的人口反而急劇上升，但此時糧食的產量卻大幅下降了25%，使原本自給自足的國家，不得不進口糧食以供給所需；僧多粥少的情形日趨嚴重，到了1975年，非洲的穀物年產量，已經低於聯合國糧食暨農業組織所規定的每人每年最低榖量140公斤以下。

### 過度開墾
造成嚴重饑荒的另一原因，是「沙漠化」。以衣索比亞為例，遠古時期全境有70%的面積被廣大的森林所覆蓋；在1950年代，衣索比亞所生產的糧食，不僅自給自足，甚至還有餘力對外輸出。但到了1981年，衣索比亞有40%的國土，已經變為沙漠，原有牧地的52%遭到沙漠侵蝕，農地只占全國總面積的3.1%，且沙漠化仍在繼續擴大之中。在非洲，有90%的人口仍然以木炭、樹枝作為加熱、炊食的主要燃料，農民用「火耕」取得耕地，在合理的開發程度下尚不影響環境生態，但快速的人口成長造成開發規模日益擴大，嚴重破壞自然森林，加速了沙漠化。

### 戰爭頻繁
1983－1985年間東非大饑荒，受到舉世矚目，衣索比亞、蘇丹、索馬利亞等國的居民甚至拆毀房屋，以建築材料換取食物；但到了1991年苦旱災情非但沒有轉輕，反而因為內戰問題而更形嚴重。究其原因，主要是因為農民都被徵調去當兵，莊稼無人看管，而除了原有的600萬饑民外，另有來自鄰國的難民、因政變而流離失所的百姓、返鄉的戰後軍人等，亦急需糧食，饑荒於是更形嚴重。

### 農業耕作方式落後
未受綠色革命洗禮的非洲，農業規模有限，加上財富累積不易，很難添購耕作器械與機具，更別說是化肥或像以色列發展出的滴灌農業了。雖然世界多個單位都有派出農技團予以輔導協助，但仍是規模有限。

## 解決糧食安全問題

### 加強農產品研究
大力加強增加農田產量的研究；增加水利及農村交通方面的投入；以太陽能和風能為非洲農場提供電力；以不可食用的作物代替玉米為原料生產生物柴油——這些措施最終都會有助於緩解全球糧食危機，但沒有一個能在未來一兩年就見效。

### 建立糧食儲備
為災害易發、基礎設施薄弱的貧困地區的人道主義救援而準備，而且還作為一種支持糧食生產者獲取穩定收入，為窮國提供負擔得起的食物的手段。

### 規定補貼指標
在糧價飛升引發騷亂之時，不難理解為什麼各國政府都願意對糧食收購提供補貼。但亞洲、非洲和拉美曾經有過教訓：補貼數額太大，給經濟造成了破壞。關鍵問題是：弄清“貧困”和“中產”之間的區別，在印度、中國和整個非洲，每周薪水達到100美元就可以算中產階級了。
小農生產了 80% 全球人口消耗的糧食，卻往往也是社會和經濟體制下最脆弱的一群人。世界上有許多小農沒有管道可以取得土地、貸款、農業新知、和產品的推廣服務。因此，政府應該為小農量身訂做政策，將他們帶離貧窮的惡性循環，並且讓他們和市場取得連結，能在市場上提供營養的食物、與其他生產者競爭，讓小農能和大農共存，協助小農取得信用貸款。

### 限制金融投機行為
金融投機雖然不會直接造成糧食價格波動，但對基本食物的衍生商品進行投機也大大惡化了基本食物商品的市場環境。這種在基本食物衍生商品市場的投機活動始於2000年，不僅規模龐大，而且操作不循常規，現在必須扭轉這種勢頭。
在牙買加，一項新的世行貸款將被用於將家庭福利增加25％，同時還會擴大福利計劃，將該國14％的人口納入其中，這個比例差不多涵蓋了牙買加貧困線以下的人口。世行還想加強其他一些國家的這類計劃，比如衣索比亞的一項計劃為當地人提供現金和食品，讓他們去修建灌溉渠。雖然衣索比亞的這項計劃聽起來像是約翰•斯坦貝克小說里的內容，但它切實照顧了人們的需要。

## 國際組織處理糧食安全問題

### 聯合國
解決糧食安全問題是聯合國的千年發展目標其中之一的目標。千年發展目標的第一條就是“到2015年前消除極端貧困和飢餓”。

## 相關組織
以下兩個組織皆為聯合國旗下的機構。

### 聯合國糧食及農業組織

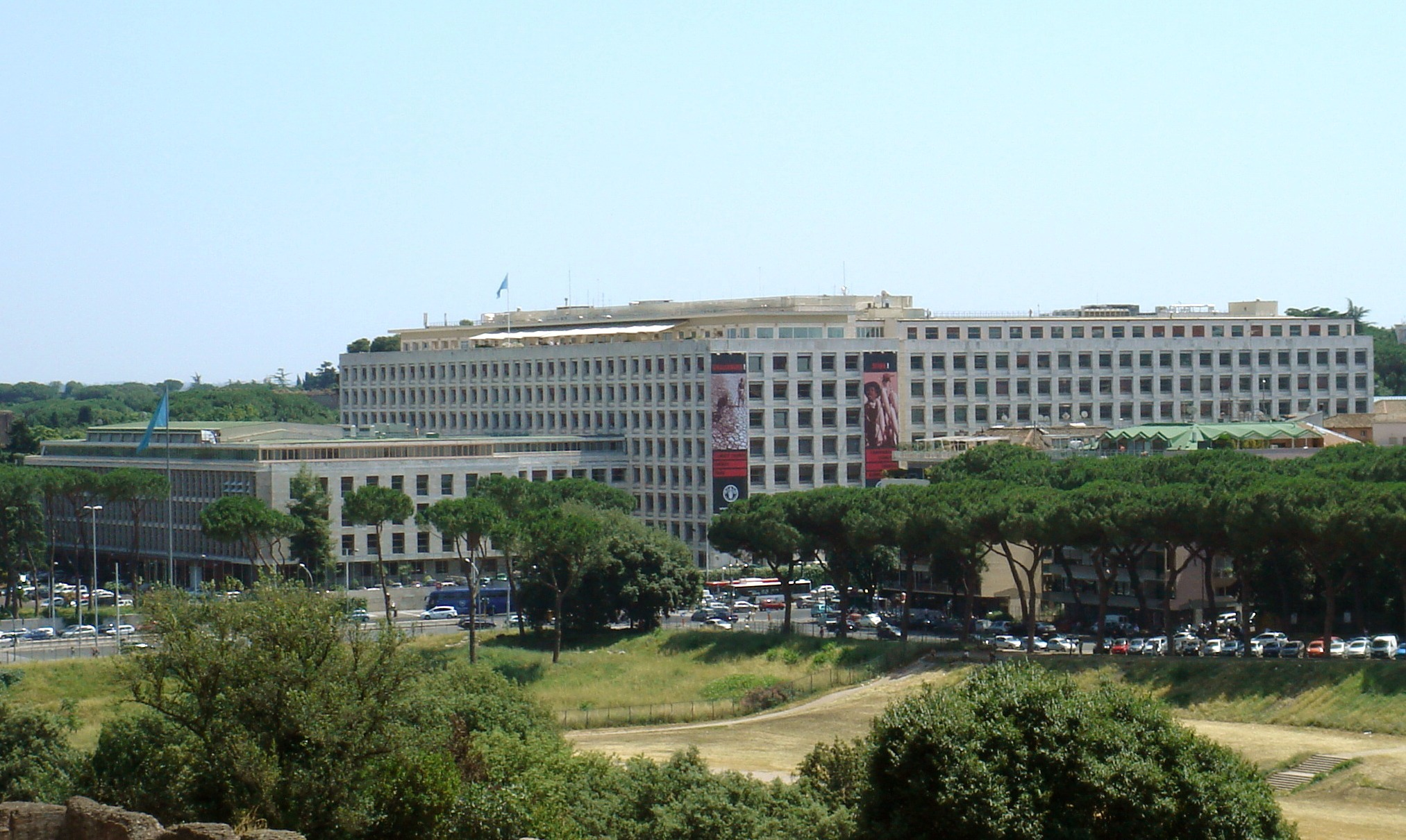
聯合國糧食及農業組織羅馬總部

聯合國糧食及農業組織的主要目標為幫助人們消除飢餓、糧食不安全和營養不良、提高農業、林業、漁業生產率和可持續性、減少農村貧困、推動建設包容、有效的加強農業和糧食系統及生計手段，提高災後恢復能力。

### 世界糧食計劃署
世界糧食計劃署是聯合國內負責多邊糧食援助的機構。世界糧食計劃署通過向飢餓人口和脆弱人群快速提供食品，拯救生命。此外，世界糧食計劃署還幫助飢餓人口解決未來的糧食安全問題。

## 外部連結
- 世界糧食安全首腦會議 （页面存档备份，存于）
- 聯合國糧食及農業組織 （页面存档备份，存于）
- 世界糧食計劃署 （页面存档备份，存于）
- 世界糧食安全首腦會議 （页面存档备份，存于）
- 全球糧食安全與營養論壇 （页面存档备份，存于）（英文）
- 糧農組織糧食安全電子學習中心 （页面存档备份，存于）（英文）